# Okręg Gera
Okręg Gera (niem. Bezirk Gera) – okręg administracyjny w dawnej Niemieckiej Republice Demokratycznej.

## Geografia
Okręg położony w południowej części NRD. Od południa graniczył z RFN.

### Podział
- Gera
- Jena
- Powiat Eisenberg
- Powiat Gera
- Powiat Greiz
- Powiat Jena
- Powiat Lobenstein
- Powiat Pößneck
- Powiat Rudolstadt
- Powiat Saalfeld
- Powiat Schleiz
- Powiat Stadtroda
- Powiat Zeulenroda

## Polityka

### Przewodniczący rady okręgu
- 1952–1959 Lydia Poser (1909–1984)
- 1959–1965 Albert Wettengel
- 1965–1973 Horst Wenzel (1914–1974)
- 1973–1977 Rudolf Bahmann (1928–1977)
- 1977 Joachim Mittasch (komisarz)
- 1977–1983 Karl-Heinz Fleischer
- 1983–1990 Werner Ullrich (1928–)
- 1990 Helmut Luck (1930–)
- 1990 Peter Lindlau (Regierungsbevollmächtigter)

### I sekretarzSEDokręgu
- 1952–1955 Otto Funke (1915–1997)
- 1955–1959 Heinz Glaser (1920–1980)
- 1959–1963 Paul Roscher (1913–1993)
- 1963–1989 Herbert Ziegenhahn (1921–1993)
- 1989–1990 Erich Postler (1940–)